# Parameta
Parameta este un gen de păianjeni din familia Tetragnathidae.
Cladograma conform Catalogue of Life:
| Parameta | \| \| Parameta defecta \| \| \| \| \| \| Parameta jugularis \| \| \| \| |
|          | \| \| Parameta defecta \| \| \| \| \| \| Parameta jugularis \| \| \| \| |
|          | Parameta defecta                                                        |
|          |                                                                         |
|          | Parameta jugularis                                                      |
|          |                                                                         |